# Valentina Lodovini
Valentina Lodovini, née le 14 mai 1978 à Umbertide dans la région de l’Ombrie en Italie, est une actrice italienne ayant débuté par le théâtre et jouant désormais pour le cinéma et la télévision.

## Biographie
Elle grandit à Sansepolcro en Toscane et suit les cours de l’École d'Art Dramatique de Pérouse avant d’étudiér au Centro Sperimentale di Cinematografia de Rome dont elle sort diplômée en 2004. Elle débute par le théâtre puis joue ses premiers rôles récurrents à la télévision avant d'obtenir ses premiers rôles secondaires au cinéma. Elle se révèle avec le film La giusta distanza de Carlo Mazzacurati en 2007. L’année suivante, ses rôles dans Riprendimi d’Anna Negri, Il passato è una terra straniera de Daniele Vicari et Generazione mille euro de Massimo Venier lui valent plusieurs nominations et elle remporte le Ciak d'oro de la révélation de l’année en 2009. En 2011, elle remporte le prix David di Donatello de la meilleure actrice dans un second rôle pour son interprétation de Maria dans Benvenuti al Sud sorti en 2010. Elle joue l’année suivante dans la suite intitulée Benvenuti al Nord.

## Filmographie

### Au cinéma
- 2004 : Ovunque sei de Michele Placido
- 2005 : Il mistero di Lovecraft - Road to L. de Federico Greco et Roberto Leggio
- 2006 : A casa nostra de Francesca Comencini
- 2006 : L'Ami de la famille de Paolo Sorrentino
- 2006 : Ieri de Luca Scivoletto (court-métrage)
- 2007 : La giusta distanza de Carlo Mazzacurati
- 2007 : Pornorama de Marc Rothemund
- 2008 : Il passato è una terra straniera de Daniele Vicari
- 2008 : Riprendimi d’Anna Negri
- 2008 : Soundtrack de Francesco Marra
- 2009 : Fortapàsc de Marco Risi
- 2009 : Generazione mille euro de Massimo Venier
- 2009 : Lacrime de Fabrizio Ancillai (court-métrage)
- 2009 : Corporate de Valentina Bertuzzi (court-métrage)
- 2010 : Benvenuti al Sud de Luca Miniero
- 2010 : La donna della mia vita de Luca Lucini
- 2011 : Cose dell'altro mondo de Francesco Patierno
- 2011 : Benvenuti al Nord de Luca Miniero
- 2013 : Passione sinistra de Marco Ponti
- 2013 : I milioari d’Alessandro Piva
- 2013 : Il sud è niente de Fabio Mollo
- 2014 : Bons à rien (Buoni a nulla) de Gianni Di Gregorio
- 2015 : Ma che bella sorpresa d'Alessandro Genovesi
- 2015 : La linea gialla, de Francesco Conversano et Nene Grignaffini
- 2016 : La verità sta in cielo, de Roberto Faenza
- 2018 : Si muore tutti democristiani du collectif Il Terzo Segreto di Satira
- 2022 : Love & Gelato : Francesca

### À la télévision
- 2006 : La moglie cinese d’Antonio Luigi Grimaldi
- 2006 : 48 ore
- 2006 : Donna Roma
- 2007 : Io e mamma d’Andrea Barzini
- 2008 : Coco Chanel de Christian Duguay
- 2010 : Gli ultimi del Paradiso de Luciano Manuzzi
- 2011 : Il segreto dell'acqua de Renato De Maria
- 2012 : Un Natale con i Fiocchi de Giambattista Avellino
- 2017 :  Commissaire Montalbano (Il commissario Montalbano, épisode Un nid de vipère (Un covo di vipere)

## Prix et distinctions notables
- Nomination au David di Donatello de la meilleure actrice en 2008 pour La giusta distanza.
- Nomination au Ciak d'oro de la meilleure actrice dans un second rôle en 2008 pour Riprendimi.
- Ciak d'oro de la révélation de l’année en 2009.
- Nomination au Ruban d'argent de la meilleure actrice dans un second rôle en 2009 pour Il passato è una terra straniera et Generazione mille euro.
- David di Donatello de la meilleure actrice dans un second rôle en 2011 pour Benvenuti al Sud[1].
- Nomination au Ruban d'argent de la meilleure actrice dans un second rôle en 2011 pour Benvenuti al Sud.
- Nomination au Ciak d'oro de la meilleure actrice dans un second rôle en 2011 pour Benvenuti al Sud.